# Блайт (Джорджія)
Блайт (англ. Blythe) — місто (англ. city) в США, в округах Річмонд і Берк штату Джорджія. Населення — 744 особи (2020).

## Географія
Блайт розташований за координатами 33°18′5″ пн. ш. 82°12′19″ зх. д. / 33.30139° пн. ш. 82.20528° зх. д. (33.301437, -82.205381).  За даними Бюро перепису населення США в 2010 році місто мало площу 7,33 км², з яких 7,30 км² — суходіл та 0,02 км² — водойми.

## Демографія
Згідно з переписом 2010 року, у місті мешкала 721 особа в 271 домогосподарстві у складі 200 родин. Густота населення становила 98 осіб/км².  Було 305 помешкань (42/км²).
Расовий склад населення:
| - 81,1 % — білих - 14,0 % — чорних або афроамериканців - 0,6 % — азіатів - 0,4 % — корінних американців - 1,1 % — осіб інших рас |

До двох чи більше рас належало 2,8 %. Частка іспаномовних становила 4,3 % від усіх жителів.
За віковим діапазоном населення розподілялося таким чином: 21,1 % — особи молодші 18 років, 64,6 % — особи у віці 18—64 років, 14,3 % — особи у віці 65 років та старші. Медіана віку мешканця становила 41,6 року. На 100 осіб жіночої статі у місті припадало 91,8 чоловіків;  на 100 жінок у віці від 18 років та старших — 94,9 чоловіків також старших 18 років.
Середній дохід на одне домашнє господарство  становив 56 578 доларів США (медіана — 42 604), а середній дохід на одну сім'ю — 65 124 долари (медіана — 47 292). Медіана доходів становила 41 513 долари для чоловіків та 35 000 доларів для жінок. За межею бідності перебувало 19,6 % осіб, у тому числі 34,2 % дітей у віці до 18 років та 3,1 % осіб у віці 65 років та старших.
Цивільне працевлаштоване населення становило 309 осіб. Основні галузі зайнятості: освіта, охорона здоров'я та соціальна допомога — 23,3 %, транспорт — 13,3 %, виробництво — 12,6 %.